# Едвард Охаб
Едвард Мечислав Охаб (пол. Edward Mieczysław Ochab; 16 серпня 1906, Краків — 1 травня 1989, Варшава) — польський партійний і державний діяч, перший секретар ЦК Польської об'єднаної робітничої партії (ПОРП) в березні — жовтні 1956 року, Голова Державної ради ПНР в серпні 1964 — квітні 1968 року.

## Біографія
Едвард Охаб здобув освіту в Ягеллонському університеті, який закінчив у 1927 році. Кооперативний діяч, з 1929 член Комуністичної партії Польщі.
Після початку війни в вересні 1939 року перебував в ув'язненні в Центральній в'язниці Варшави. 7 вересня 1939 він був звільнений і разом з іншими комуністами з варшавської партійної організації захищав столицю в рядах сформованої з добровольців робочої бригади оборони Варшави, а після капітуляції гарнізону — перебрався в СРСР.
У Києві та Саратові працював у радянському видавництві. З 1941 служив добровольцем в РККА.
У 1943 році став одним з організаторів Союзу польських патріотів і 1-ї Варшавської піхотної дивізії. У січні 1944 року увійшов до складу Центрального Бюро Польських Комуністів в Москві. У перші дні серпня 1944 включений до складу ЦК Польської робітничої партії (ПРП).
Міністр публічної адміністрації Польщі 1944—1946, віце-міністр національної оборони 1949—1950, міністр сільського господарства 1957—1959.
Воєводський перший секретар ПРП в Катовицях 1946—1948, секретар ЦК ПОРП 1948—1956, заступник члена Політбюро ЦК ПОРП 1950—1952, член Політбюро ЦК ПОРП 1954—1968, перший секретар ЦК ПОРП 1956.
Посол до Сейму ПНР 1947—1969, заступник голови Державної ради 1961—1964 і голова Державної ради 1964—1968.
З 1950 по 1952 рік був президентом Товариства польсько-радянської дружби. Голова Фронту національної єдності 1965—1968.
У квітні 1968 року пішов з постів голови Державної ради і Фронту національної єдності і також члена Політбюро в знак протесту проти антисемітської кампанії, яка провадилася урядом.
Похований на кладовищі «Військові Повонзкі» в Варшаві.